# Maytland (película del 2010)
Maytland es una película argentina de drama y falso documental estrenada el 2 de diciembre del 2010, siendo esta una ficción de la vida del conocido director pornográfico argentino Víctor Maytland.

## Sinopsis
Víctor Maytland se acerca al ocaso de su carrera. Después de años de trabajo, su productor decide no seguir financiando ese cine porno desbordado de ideas narrativas y contenido social. Su curioso oficio parece extinguirse. En las sombras de su estudio, en noches de desesperación y escritura obsesiva, rodeado de papeles y nubes de tabaco, empieza a dar forma a un nuevo proyecto, el más absurdo y descabellado de su vida. Y es así como, con los escasos recursos que logra reunir, se dispone a emprender un último desafío: hacer una última película, esta vez basada en sus recuerdos de joven militante peronista.

## Trasfondo
El sueño de Maytland dentro del filme relacionado con sus recuerdos de militante peronista, tiene que ver mucho con un hecho real de su vida, acorde a finales de los años años 1960, cuando trabajaba junto a Pino Solanas, aparte de integrar el llamado Grupo Cine Liberación (en inglés), siendo este un movimiento que comenzó con el estreno de La hora de los hornos en 1968, todo esto ocurrido durante la conocida dictadura militar denominada como Revolución Argentina que transcurrió entre 1966 y 1973.

## Reparto
- Víctor Mayland - Él mismo
- Roberto Solano - Roberto
- Francisco Trull - Luciano
- Pilar Orellana - Brigitte
- Adrián Martel - Productor
- Sergio Poves Campos - Dueño Videoclub
- Romina Rocha - Brigitte Teatro
- Charly Loren - Charly

## Crítica
"Hay, también, decisiones de mal gusto, (...) La película funciona mejor en sus cruces entre lo sórdido, lo hilarante, lo nostálgico y lo voyeurístico."
 Miguel Frías, Diario Clarín

"Por momentos, la solemnidad de Maytland chirria, suena excesiva, delata tal vez el forzamiento al que se somete al personaje. Así como el intento de construir una ficción dramática trastabilla a veces entre laxitudes narrativas y pérdidas de rumbo." 
 Horario Bernades, Diario Página 12

"'Maytland' es una digna y melancólica ópera prima. Y Charras, un realizador a tener en cuenta en el futuro."
Hugo F. Sánchez, Diario Tiempo Argentino

"Pudo ser un gran trabajo de docuficción, pero termina siendo sólo un aceptable largometraje, con algunos momentos de gran intensidad e inspiración. (...) Puntuación: 3 estrellas (sobre 5)"
Diego Batlle, Otroscines.com

"Está sorprendentemente bien filmada, con encuadres excelentes y climas melancólicos (...) en la descripción de la vida del director que realmente están muy bien logrados. El montaje es un poco lento todo el tiempo y las actuaciones son tan genuinas como los personajes que describe."
Diego Curubeto, Diario Ámbito Financiero